# Acalolepta buruensis
Acalolepta buruensis là một loài bọ cánh cứng trong họ Cerambycidae.